# Craterul Araguainha

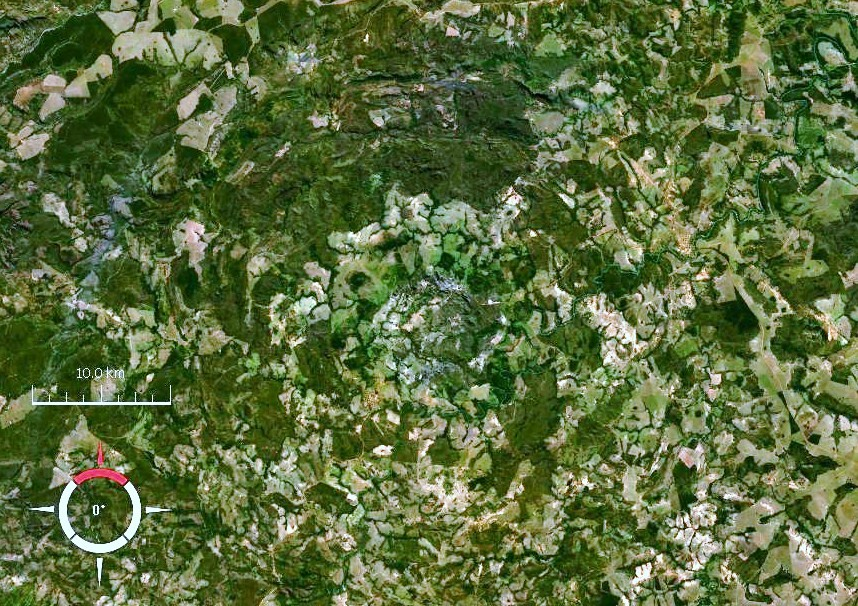
Imagine Landsat a craterului.

 Araguainha  este un crater de impact meteoritic în Brazilia, între  Araguainha și Ponte Branca.

## Date generale
Acesta are un diametru de 40 km și are vârsta estimată la 244,40 ± 3,25 milioane ani (Triasic). Craterul este expus la suprafață. Craterul inițial avea 25 km în diametru și 2,4 km în adâncime. Mai târziu acesta s-a lărgit la 40 km. Dovezi ale originii de impact includ conuri distruse, brecii de impact și cuarț șocat.